# Doddiana
Doddiana is een geslacht van vlinders van de familie snuitmotten (Pyralidae), uit de onderfamilie Epipaschiinae.

## Soorten
- D. analamalis Viette, 1960
- D. callizona (Lower, 1896)